# Tylův domek
Tylův domek je drobná dvoupodlažní stavba z poloviny 18. století, stojící při Zlaté stoce na okraji historického centra města Třeboň, od roku 1976 chráněného jako městská památková rezervace. Bydlel zde Josef Kajetán Tyl se svou rodinou během svého druhého pobytu v Třeboni v roce 1856. Dům je chráněn jako kulturní památka.

## Historie
Původně zahradní domek byl postaven v druhé polovině 18. století v bažinaté oblasti za Zlatou stokou v místech třeboňských Mokrých luk za Hradeckou bránou jako součást zahrady. Ve dvou místnostech tu žil Josef Kajetán Tyl se svou rodinou v lednu až březnu 1856. Ubytování v domku na své zahradě jim nabídl zdarma Vojtěch Zítek, který byl nejen kancelista okresního soudu, ale také nadšený herec – ochotník. Pouze spodní místnost se však dala vytápět.[zdroj?]

### Muzeum J. K. Tyla

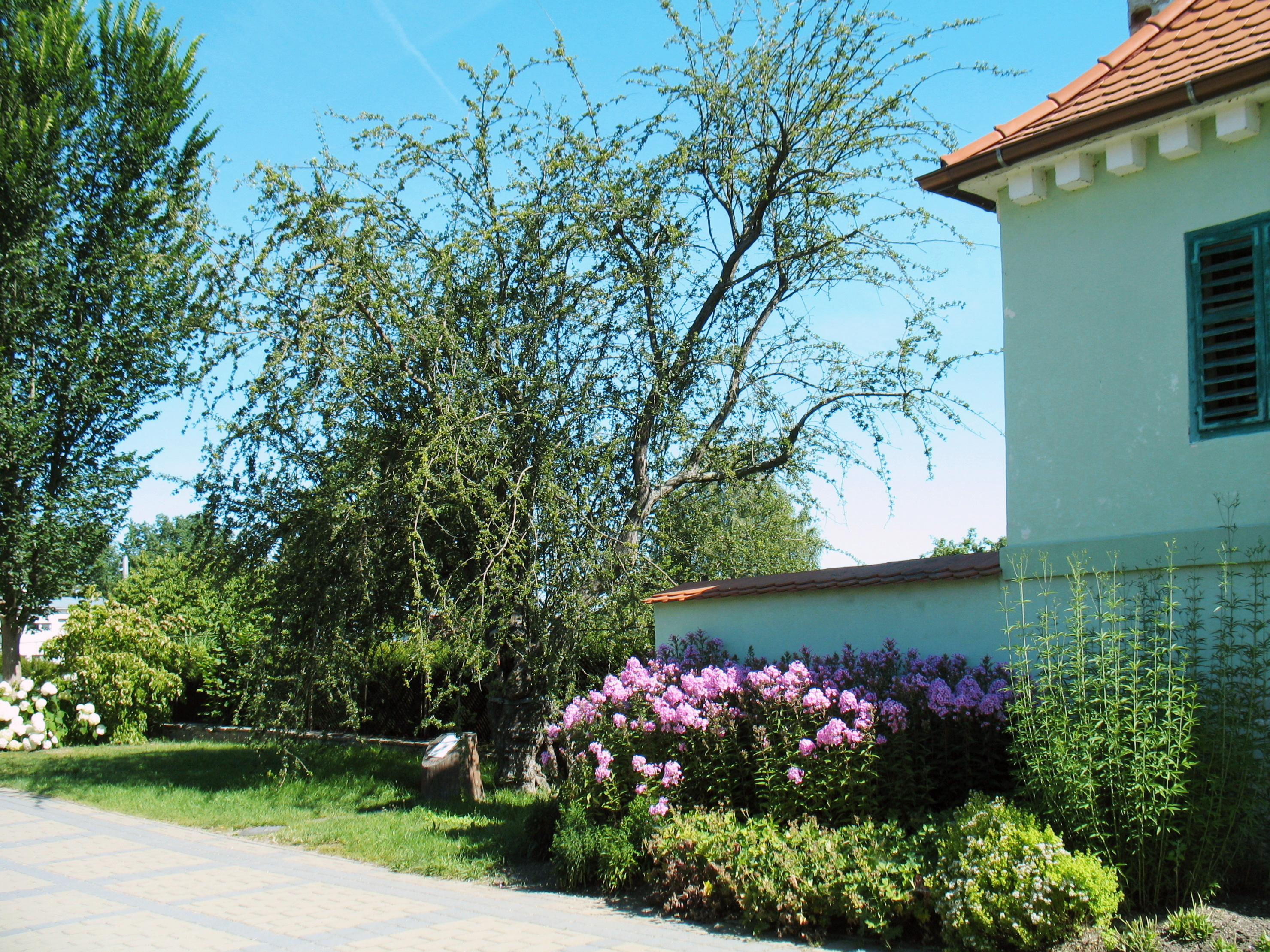
Starý hloh vedle Tylova domku

V roce 1936 k 80. výročí Tylova úmrtí bylo v domku zřízeno muzeum. Zavřeno ale bylo již za okupace. Po válce se ho nepodařilo přes veškeré snahy obnovit.

## Popis
Jedná se o menší dvoupodlažní objekt postavený za městskými hradbami, který je společně se zahradou obehnán ohradní zdí. Dům če. 247, vybudovaný v 18. století, je klasicistně upraven. Budova má stanovou střechu, v průčelí jsou dvě obdélníková okna a medailon připomínající J. K. Tyla. Ten je ozdoben stylizovaným girlandovým věncem s propletenou trikolórou v národních barvách. Domek stojí na pravém břehu Zlaté stoky v klidné Tylově uličce, která se nestala součástí městského okruhu a je určená pouze pro pěší.

## Zajímavosti
- Poblíž domku roste hloh jednosemenný, který je dle datace z Botanického ústavu AV ČR v Třeboni více než 200 let starý.
- Předpokládá se, že J. K. Tyl bydlel za hradbami i kvůli svým specifickým rodinným poměrům, neboť žil se dvěma ženami – s manželkou a její sestrou, s níž měl děti. A mimo centrum jeho rodina nebyla tolik vidět.[zdroj?]